# 中村喜伸
中村 喜伸（なかむら よしのぶ、 1963年3月27日 - ）は、埼玉県上尾市出身の元テレビプロデューサー。現在は株式会社アンビエントの代表取締役も務める。東放学園専門学校放送芸術科卒業。

## 手がけた番組
- ダウンタウンのガキの使いやあらへんで!!
- ダウンタウンの裏番組をブッ飛ばせ!!
- 発明将軍ダウンタウン
- おしゃれカンケイ
- 神アプリ@
- 国民クイズ常識の時間
- 美の国のお茶会
- ぶっちゃけ嬢

## 出演番組
- ダウンタウンのガキの使いやあらへんで!（日本テレビ）
- 君の瞳に両想い（2010年12月31日、日本テレビ） - アメリカ帰りの男 役